# 陳達三墓
陳達三墓位於重慶市銅梁縣東郭鄉岳陽村。是1927年三·三一惨案死难者陳達三的墓葬。1987年1月23日列為重慶市第二批市級文物保護單位初定名單。1992年3月19日列為重慶市第二批市級文物保護單位。2000年9月7日列為第一批重慶市文物保護單位。